# سار ابلق
سار ابلق (نام علمی: Lamprotornis bicolor) نام یک گونه از تیره سار است.